# オン・ザ・カウント・オブ・スリー
『オン・ザ・カウント・オブ・スリー』（原題: On the Count of Three）は、2021年に公開されたアメリカ合衆国のコメディ映画である。監督・主演はジェロッド・カーマイケルが務めた。本作はカーマイケルの映画監督デビュー作でもある。

## 概略
恋人のナターシャと破局してからというもの、ヴァルはうつ状態に苦しんでいた。そして、ついには精神を病んでいた親友、ケヴィンと一緒に自殺することにした。お互いに銃を突きつけ、3つ数えた後に引き金を引こうとした瞬間、とっさにケヴィンが身を翻した。どういうつもりだと咎めるヴァルに対し、ケヴィンは「どうせ死ぬなら、今日のうちにやりたいことをやってから死にたい」と主張した。それももっともだと思ったヴァルはケヴィンと共に町へ繰り出すが、その過程でナターシャが自分の子を妊娠していることを知る。
ヴァルの中に生きたいという気持ちが芽生える一方、ケヴィンの自殺への意志が揺らぐことはなかった。2人の溝は徐々に開き始め、やがて決定的な局面を迎える。

## キャスト
- ヴァル：ジェロッド・カーマイケル
- ケヴィン：クリストファー・アボット
- ナターシャ：ティファニー・ハディッシュ
- リンデル：J・B・スムーヴ
- ブレナー博士：ヘンリー・ウィンクラー
- ドニー：ラヴェル・クロフォード
- ワイアット：ジャレッド・アブラハムソン

## 製作
2019年6月3日、ジェロッド・カーマイケルが監督デビュー作の製作を進めており、クリストファー・アボットと共に出演する予定だと報じられた。11月18日、ヘンリー・ウィンクラー、ティファニー・ハディッシュ、J・B・スムーヴ、ラヴェル・クロフォードの起用が発表された。同月、本作の主要撮影がカナダのオタワで始まった。2021年1月4日、オーウェン・パレットが本作で使用される楽曲を手掛けるとの報道があった。

## 公開・マーケティング・興行収入
2021年1月29日、本作はサンダンス映画祭でプレミア上映され、アリ・カッチャーとライアン・ウェルチがウォルド・ソルト脚本賞を受賞した。2月12日、アンナプルナ・ピクチャーズが本作の全米配給権を獲得し、ユナイテッド・アーティスツ・リリーシングを通して配給すると報じられた。2022年4月27日、本作のオフィシャル・トレイラーが公開された。5月13日、本作は全米19館で封切られ、公開初週末に3万6822ドル（1館当たり1938ドル）を稼ぎ出し、週末興行収入ランキング初登場22位となった。

## 評価
本作は批評家から高く評価されている。映画批評集積サイトのRotten Tomatoesには98件のレビューがあり、批評家支持率は86%、平均点は10点満点で7.2点となっている。サイト側による批評家の見解の要約は「『オン・ザ・カウント・オブ・スリー』は出来栄えに斑がある作品ではある。しかし、同作の主演と監督を兼ねるジェロッド・カーマイケルは人間ドラマとダークコメディを大胆にもミックスしようと試み、それは大方成功していると言える。」となっている。また、Metacriticには24件のレビューがあり、加重平均値は74/100となっている。